# Родригес, Карлос Альберто
Ка́рлос Альбе́рто Родри́гес Го́мес (исп. Carlos Alberto Rodríguez Gómez; род. 3 января 1997, Сан-Николас-де-лос-Гарса, Нуэво-Леон) — мексиканский футболист, полузащитник клуба «Крус Асуль» и сборной Мексики. Бронзовый призёр Олимпийских игр 2020 года в Токио.

## Клубная карьера
Родригес — воспитанник клуба «Монтеррей». Летом 2017 года Карлос для получения игровой практики был отдан в аренду в испанский «Толедо». 8 октября в матче против дублёров «Сельты» он дебютировал в Сегунде B. 1 ноября в поединке против «Фуэнлабрада» Карлос забил свой первый гол за «Толедо». После окончания аренды Родригес вернулся в «Монтеррей». 21 октября 2018 года в матче против «Толуки» он дебютировал в мексиканской Примере. 16 февраля 2019 года в поединке против «Монаркас Морелия» Карлос забил свой первый гол за «Монтеррей». В том же году он помог клубу выиграть Лигу чемпионов КОНКАКАФ. В том же году Родригес стал чемпионом Мексики. 

## Международная карьера
23 марта 2019 года в товарищеском матче против сборной Чили Родригес дебютировал за сборную Мексики. В том же году Карлос стал чемпионом Золотого кубка КОНКАКАФ. На турнире он сыграл в матчах против команд Кубы, Канады, Мартиники, Коста-Рики, Гаити и США. 
В 2021 году в составе олимпийской сборной Мексики Родригес принял участие в летних Олимпийских играх 2020 в Токио. На турнире он сыграл в матчах против команд Южной Кореи, ЮАР, Франции, Бразилии и дважды Японии.

## Достижения
Клубные
«Монтеррей»
- Победитель чемпионата Мексики — Апертура 2019
- Победитель Лиги чемпионов КОНКАКАФ — 2019

Международные
Мексика
- Золотой кубок КОНКАКАФ — 2019